# Tacaratu
Tacaratu est une municipalité brésilienne située dans l'État du Pernambouc.